# Gnophos luticiliata
Gnophos luticiliata là một loài bướm đêm trong họ Geometridae.